# ماكس جولد
ماكس جولد (بالألمانية: Maximilian Gold)‏ (22 نوفمبر 1900 فيينا النمسا - 27 نوفمبر 1961 طهران إيران) هو لاعب كرة قدم نمساوي سابق كان يلعب كمدافع.

## مسيرته

### مسيرته مع المنتخبات الوطنية
- 1922 - 1922 لعب مع منتخب النمسا لكرة القدم مباراتين.

### مسيرته مع الأندية
- 1927 - 1928 لعب مع نيويورك جاينتس 28 مباراة.
- 1929 - 1930 لعب مع Hakoah All-Stars [الإنجليزية]‏ 18 مباراة.